# Parforsní hon

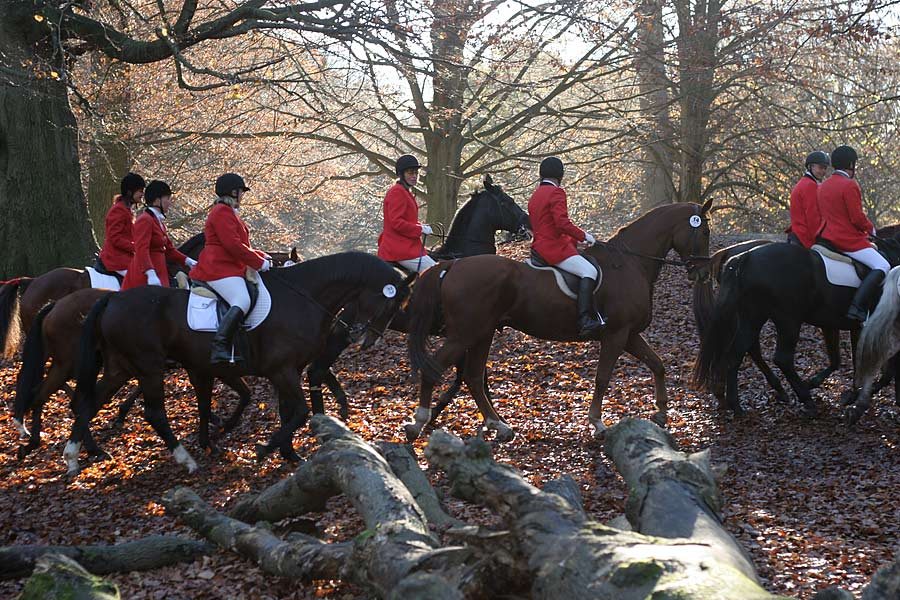
Hubertův lov

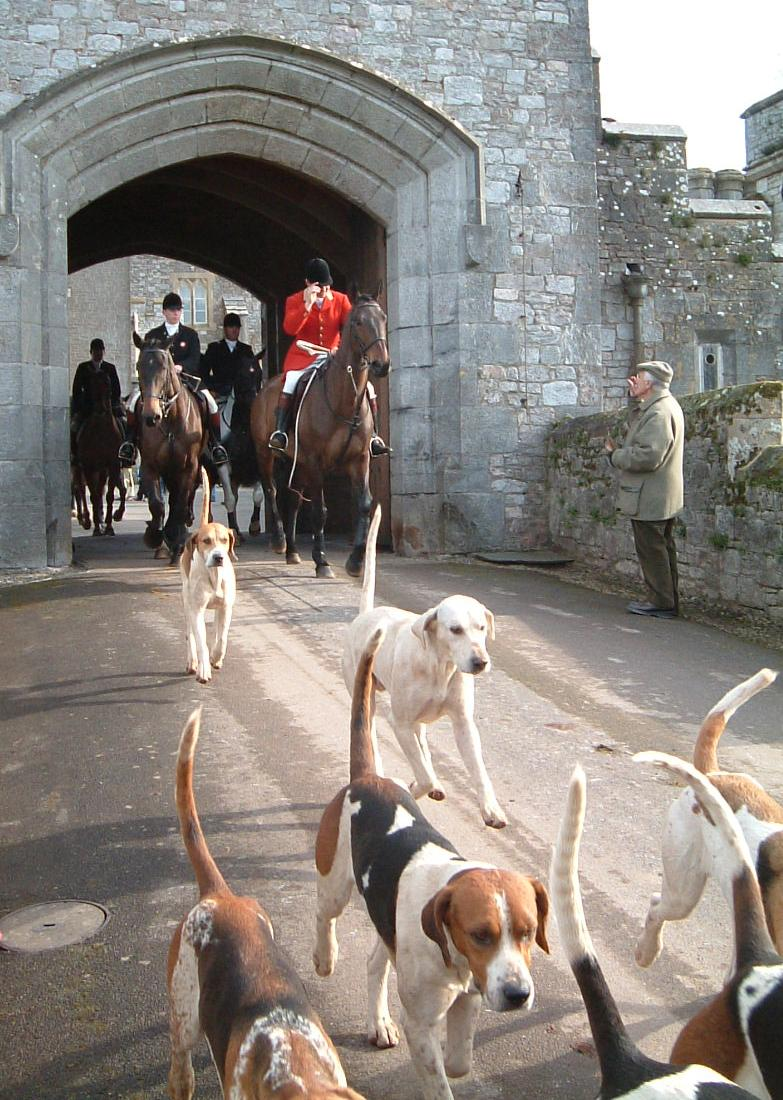
Mastr honu

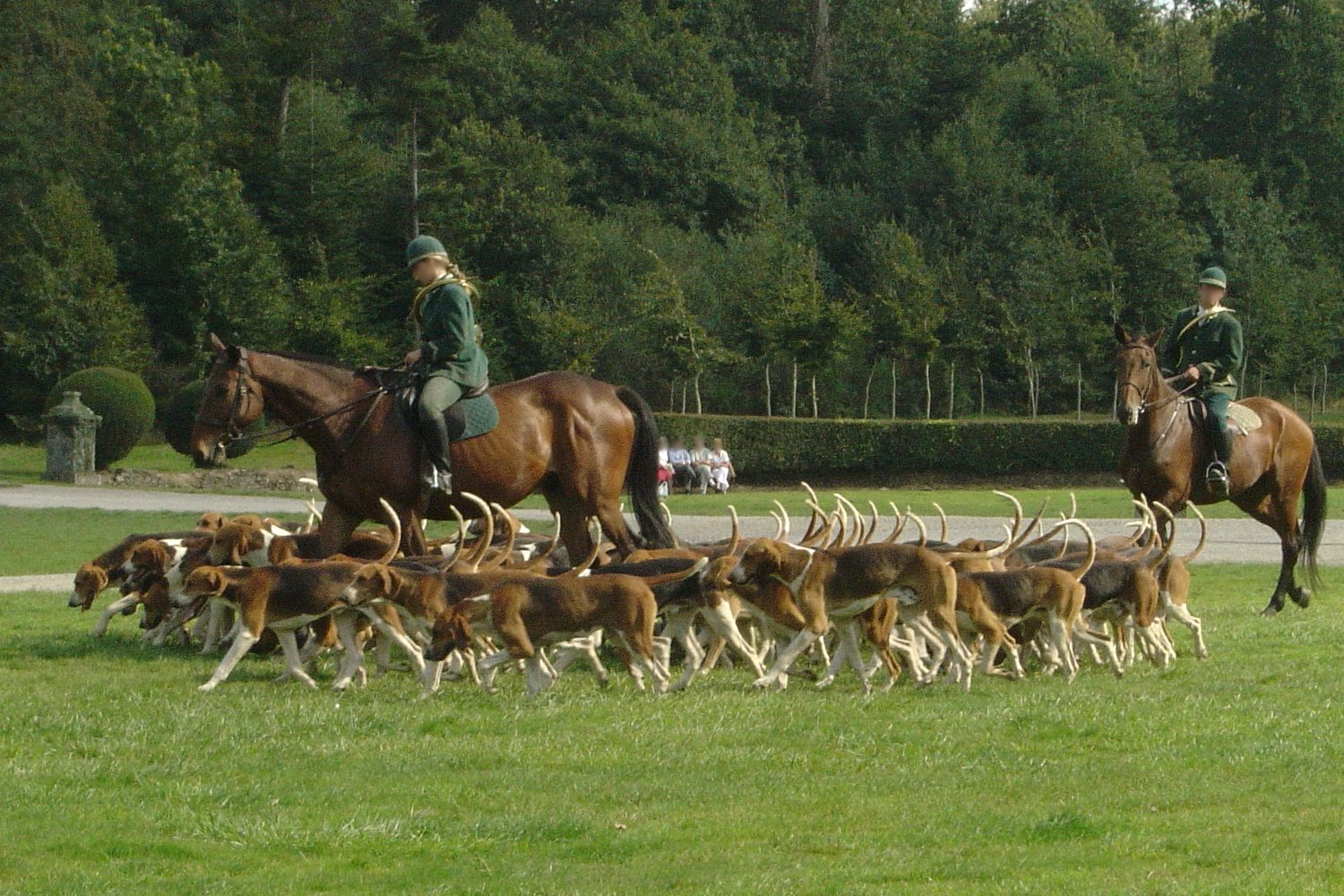
Psovodi a smečka na meetu

Parforsní hon (z franc. par force de chiens – silou psů) byla předem připravená štvanice, kdy šlechtická společnost na koních ve volném terénu sledovala vystopovaného nebo předem odchyceného a ze schránky vypuštěného jelena prchajícího před psí smečkou, s cílem ho zcela vyčerpat a neschopného dalšího unikání zabít tesákem, nebo v pozdějších letech jen vyčerpat tak, že již nebyl schopný dalšího útěku a pak jej vrátit zpět do jeho původního prostředí. Primárně se využívají velcí honiči, jako jsou angličtí a američtí foxhoundi, využívali se ale i bíglové.

## Francouzský způsob honů
Počátkem 18. století se začal praktikovat tzv. francouzský způsob honby na jelena. Štvanice se řídila určitými pravidly a ustálenými zvyky, z nichž některé se udržely v myslivosti podnes.
Několik dní předem vybraly skupiny myslivců a psovodů kus, který bude štván. Vybraná společnost se sešla na určeném místě v honitbě, kde jí bylo nabídnuto dovezené občerstvení. Hostitel, pán honu, aby honu dodal náležitý lesk, přijížděl zpravidla čtyřspřežím nebo šestispřežím. Jeho choť se společnicí pak přesedla do lehkého dvoukolového kočáru, ze kterého hon sledovala.
Nejprve vyrazila smečka psů vedená psovody, vyhledala určeného jelena a sledovala jeho stopu. Vyslíděný a vyplašený jelen se snažil uniknout. Za halasného štěkotu psů a troubení trubačů honební společnost na koních prchajícího jelena sledovala. Signály trub oznamovaly společnosti chování a směřování prchajícího zvířete, které někdy unikalo i desítky kilometrů než bylo zcela vyčerpáno. Pak nastal poslední zápas jelena se psy. Ani v tomto stavu se jelen nevzdával bez boje a často docházelo ke zranění psů. Nakonec jelen klesl k zemi, psi byli zadrženi, jelen byl držen za parohy a pán honu k němu přistoupil a dal mu záraz tesákem. Následoval výřad buď na místě nebo v nejbližším honebním zámečku, kam byl jelen dovezen. Bylo troubeno halali, jelen byl vyvrhnut a rozporcován. Pán honu obdržel hlavu s parohy a pravý běh.
V Rakousku podporoval tento francouzský způsob lovu zejména císař Karel VI. a také císařovna Marie Terezie. Císař se několikrát účastnil honu u vrchního kancléře Františka Kinského, který nechal pro účely parforsních honů roku 1723 vystavět zámek Karlova Koruna v Chlumci nad Cidlinou.

## Anglický způsob honů
V Anglii se v té době často konaly hony na lišky, které tam byly velmi přemnožené a páchaly značné škody, zejména na chovech drůbeže. V noci, když byly lišky na lovu, byly jim ucpány nory, lišky se nemohly vrátit do svých brlohů a pohybovaly se po lese. Následujícího dne je vyhledávaly skupiny lovců na koních, v jejichž čele psovod s pomocníky vedl smečku psů. Jakmile smečka přišla na stopu lišky, nastalo její rychlé sledování. Asi po čtvrthodině byla liška zpravidla dostižena a zadávena psy. Jezdci, kteří hon sledovali na koních, museli překonávat různé terénní překážky a dokazovat tak své jezdecké umění.
Z honů na lišku se vyvinul a od počátku 19. století se z Anglie do Evropy šířil nový způsob honů, tzv. anglický, a ve třicátých letech se přes Německo dostal i do Rakouska. Namísto honů na lišku se zde prováděly hony na jelena. Zatímco francouzský způsob honů sledoval především lovecké hledisko, sledoval anglický způsob především sportovní vyžití účastníků, tedy jízdu na koních ve volném terénu spojenou s překonáváním přírodních překážek, kdy účastníci prokazovali své jezdecké schopnosti. Štvaní jeleni byli k tomu účelu chováni ve zvláštní oboře. Jelen byl na místo srazu honební společnosti dovezen tzv. „jelením vozem“ a při začátku honu vypuštěn. Trasa štvanice tedy nebyla předem určena, stanovil ji sám hnaný jelen, stejně jako délka honu závisela na fyzické kondici jelena a mnohdy i jiných náhodných okolnostech. Když byl jelen uštván a dostižen, byli psi zadrženi. Pokud jelen následkem divoké štvanice nezašel, byl odvezen zpět do obory, zatímco společnost u bohatě prostřených stolů si vyměňovala svoje zážitky z honu.
Parforsní hony byly terčem kritiky ochránců zvířat, kteří prosadili jejich zákaz ve Skotsku roku 2002. Dolní sněmovna Spojeného království odhlasovala zákaz honů v roce 2004 navzdory odporu Sněmovny lordů, v platnost vešel v únoru 2005. Velký kritikem tohoto zákona byl princ Charles, který dokonce pohrozil odchodem ze země. Severní Irsko hony na lišku dosud toleruje. Existují také výjimky: smějí se pořádat štvanice na škodnou, jako jsou králíci. Zákon však bývá v praxi často porušován.

## Parforsní hony v Pardubicích
Střediskem parforsních honů býv. Rakouska, resp. Rakousko-Uherska od čtyřicátých let 19. století až do první světové války byly Pardubice. Pro tento druh sportu šlechty zde byly zvláště příznivé podmínky. V kasárnách se střídaly různé jezdecké pluky, dragouni, kyrysníci, huláni i husaři, jejichž velitelé a vyšší důstojníci, zpravidla šlechtického původu, měli v jízdě na koni zalíbení. Také relativně přehledná rovinatá krajina Pardubicka s mnoha remízky, loukami a poli na lehké písčité půdě, mělkými vodními plochami a mokřinami, potoky a říčkami, byly terénem umožňujícím rychlé unikání zvěře a její sledování s překonáváním pro koně zvládnutelných přírodních překážek.
Jako první v Čechách pořádal honbu na jelena anglickým způsobem hrabě Oktavián Kinský v r. 1836. Přivezl z Anglie plnokrevné koně a smečku strakatých psů, zval nejlepší jezdce z okolí, šlechtu a důstojníky z posádek v Pardubicích a Poděbradech. Do Pardubic přišel v r. 1837 plukovník kníže František Liechtenstein a převzal zde velení husarského pluku č. 9 cara Mikuláše. S parforsními hony měl zkušenosti jako jejich účastník v Lednici a v Chlumci. V roce 1840 zakoupil smečku a v roce 1841 uspořádal v Pardubicích první hon anglickým způsobem. Tento rok veškeré výlohy, opatření honebních koní, povozy, vydržování smečky, škody na polích a j. hradil kníže ze svého, do roku 1848 se na nákladech podíleli také kníže Auersperg ze Slatiňan a plukovník hrabě E. Clam-Gallas, velitel 8. pluku poděbradských kyrysníků. Pánem (mastrem) honů však byl nadále kníže Liechtenstein. Na Loketsku se parforsní hony konaly v Kostelní Bříze (Kirchenbirk) kam je zavedl Carl von Henneberg - Spiegel koncem 40. let 19. století. K prvním parforsním honům se užívalo 36 psů a 140 koní, konaly se čtyřikrát do týdne na jelena a jednou na zajíce. Pardubice měly tehdy jen asi 4.000 obyvatel, ale vždy na podzim, v době honů ve stávaly sportovně společenským centrem evropské šlechty s bohatým kulturním životem a také střediskem nejnovější módy. Účastníci parforsních honů, aktivní i pasivní, přinášeli do městečka značné peníze a podporovali tak rozvoj města, zvelebování živností, řemesel i obchodu. Velkorysé úhrady škod na úrodě sedlákům předešly jejich případnému odporu proti honům, naopak přejezdy honební společnosti přes zemědělské pozemky byly často vítány, někdy i zneužívány a škody a požadované náhrady nadhodnocovány.
Po odchodu knížete Liechtensteina i hraběte Clam-Gallase v roce 1848 na jiná působiště přišel do Pardubic saský baron Zedtwitz a již tradiční hony v Pardubicích od roku 1850 obnovil, ovšem tak, že byla zřízena a hony pořádala parforsní společnost a každý účastník za sebe nebo svého hosta musel hradit příslušný podíl nákladů. Pod jeho mastrováním byly hony pořádány až do roku 1866, kdy jim válka, pruská okupace Pardubic, epidemie cholery a také smrt barona Zedtwitze zabránily. Hony se v roce 1866 a na jaře 1867 konaly v Königsheide u Bratislavy, ale protože se používala pardubická smečka, byly počítány za pardubické. Teprve na podzim r. 1867 se hony vrátily opět do Pardubic.
Do Pardubic přišel a mastrování se toho roku ujal princ Egon Thurn-Taxis. Byl to výborný sportovec, vynikající a také elegantní jezdec, který usiloval o zvýšení sportovní i společenské úrovně honů. Z Anglie byli dovezeni noví rychlejší psi, jezdci oblékali světle červené kabáty se speciálními knoflíky „Pardubického honebního klubu“. Hony v tomto období byly úspěšné a dlouhé, často několik desítek kilometrů. Přítomna byla i společnost krásných dam, takže ve dnech kdy se nehonilo byl veden bohatý společenský život, nejlepší od založení parforsní společnosti.
Roku 1872 převzal mastrování honů princ Emil Fürstenberg, který byl zejména výtečný myslivec. Spolu s jezdci psovody užíval výhradně výborných koní pocházejících z majetku prince z Lán a také zvěř pro hony byla výhradně z tamního revíru. Pro svou vytrvalost měla tato zvěř výbornou pověst a byla používána až do světové války.
Tehdy, v roce 1874, se pardubických honů po několik dnů zúčastnil i císař František Josef I. s císařovnou Alžbětou. Hony za účasti císaře byly zvlášť zdařilé. Například hon 18. listopadu 1874 měl počátek (meet) v Časech u Sezemic a závěr (halali) až v Rosicích u Chrasti. Jindy byl hon spojen s překročením Labe nad Opatovicemi.
Do této doby spadá také vznik Velké pardubické steeplechase. Princ Emil Fürstenberg s hrabětem Maxem Ugartem vytyčili její trať a 5. listopadu 1874 se konal první závod tohoto největšího dostihu na evropském kontinentě. Úspěšní byli zejména koně, kteří se pravidelně účastnili parforsních honů.
Posledním mastrem pardubických parforsních honů byl od roku 1878 hrabě Jindřich Larisch-Mönich. Hned v tomto roce se uskutečnil zvláště zdařilý hon s meetem u Sezemic a halali až u Hrušové za Vysokým Mýtem. V roce 1881 přijel na hony korunní princ Rudolf s chotí Štěpánkou. Ovšem princ se při překračování Labe společnosti ztratil, nemohl nalézt cestu do Pardubic a ve špatné náladě se vrátil teprve pozdě večer a již se ani nezúčastnil slavnostního plesu v kasinu.
Účast na honech byla různá. Bylo období, kdy se honu účastnilo jen 5 – 6 jezdců a hrozilo, že hony zaniknou. Naproti tomu např. v roce 1911 se honební sezóny zúčastnilo celkem 952 jezdců.
Důležitými účastníky honů ve skupině mastra byli psovodi, kteří svým uměním a prací se psy úroveň honů spoluvytvářeli. Za dobu konání parforsních honů se jich v Pardubicích vystřídalo několik. Velmi oblíbeným a známým byl zejména poslední, Angličan Charles Peck, který zde působil od r. 1877 až do roku 1913.
Poslední parforsní hon v Pardubicích se konal 6. prosince 1913. Pro válečné události v roce 1914 byly hony zastaveny, jezdci i koně byli většinou nasazeni do války. Po válce již hony nebyly obnoveny a honební společnost zanikla.
Parforsní hony v Pardubicích byly ve své době prvořadou společenskou událostí celého Rakousko-Uherska i celoevropskou. Sledoval je nejenom místní tisk, ale psalo se o nich i v pražských, vídeňských a berlínských listech.